# Hút mật họng nâu
Hút mật họng nâu (danh pháp hai phần: Anthreptes malacensis) là một loài chim thuộc họ Hút mật. Loài chim này phân bố ở Đông Nam Á, từ Myanma đến Lesser Sundas và Philippines.

## Miêu tả
Chim hút mật họng nâu là loài chim hút mật tương đối lớn và nặng, với mỏ khá dày. Chiều dài khoảng 14 cm, khối lượng 7,4–13,5 g (0,26–0,48 oz), con đực nói chung lớn hơn con cái một chút.
Cũng như các loài hút mật khác, chim trống có bộ lông sặc sỡ hơn chim mái.

## Tập tính
Dù là loài hút mật, loài chim này cũng ăn các loại quả nhỏ.

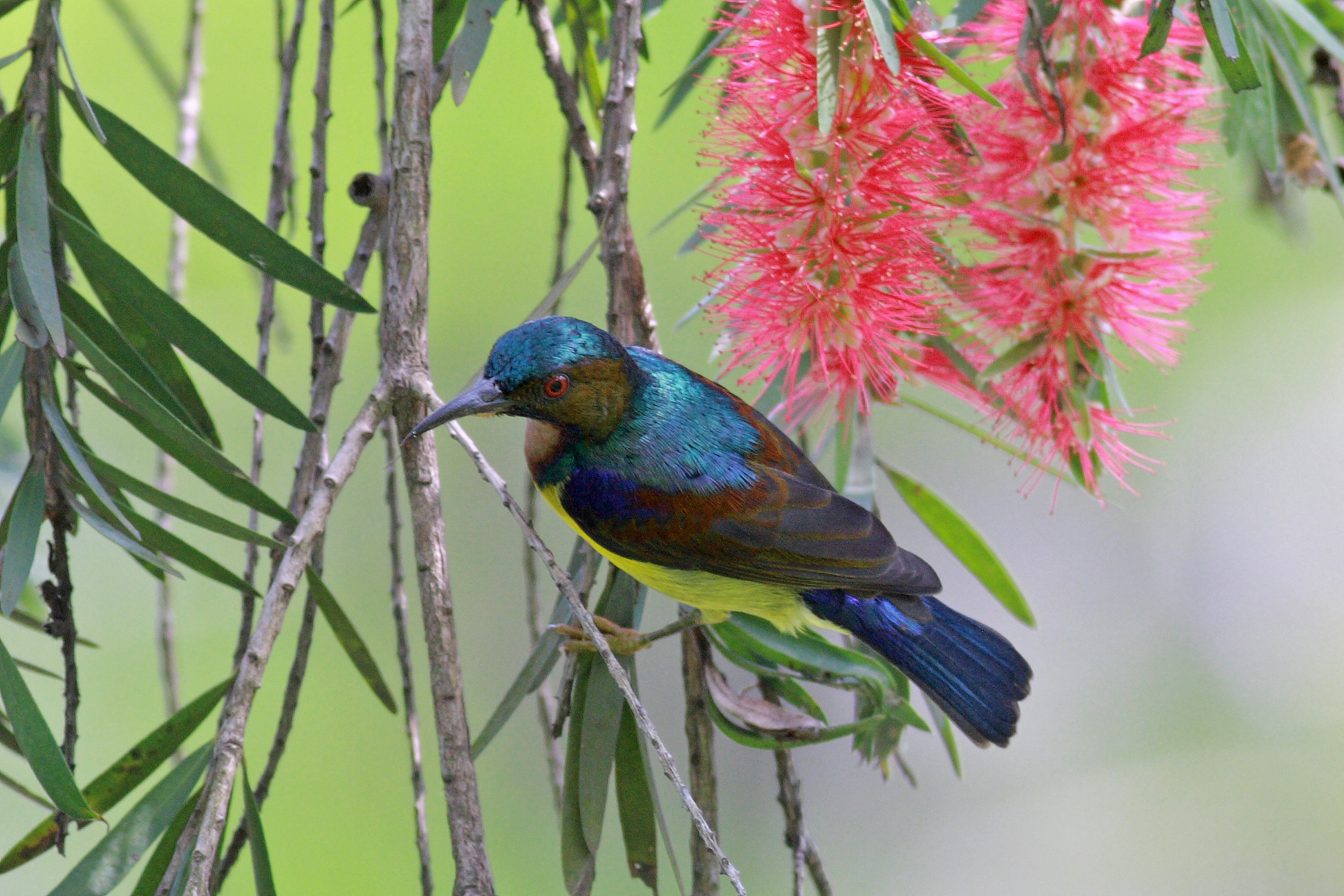
Con trống
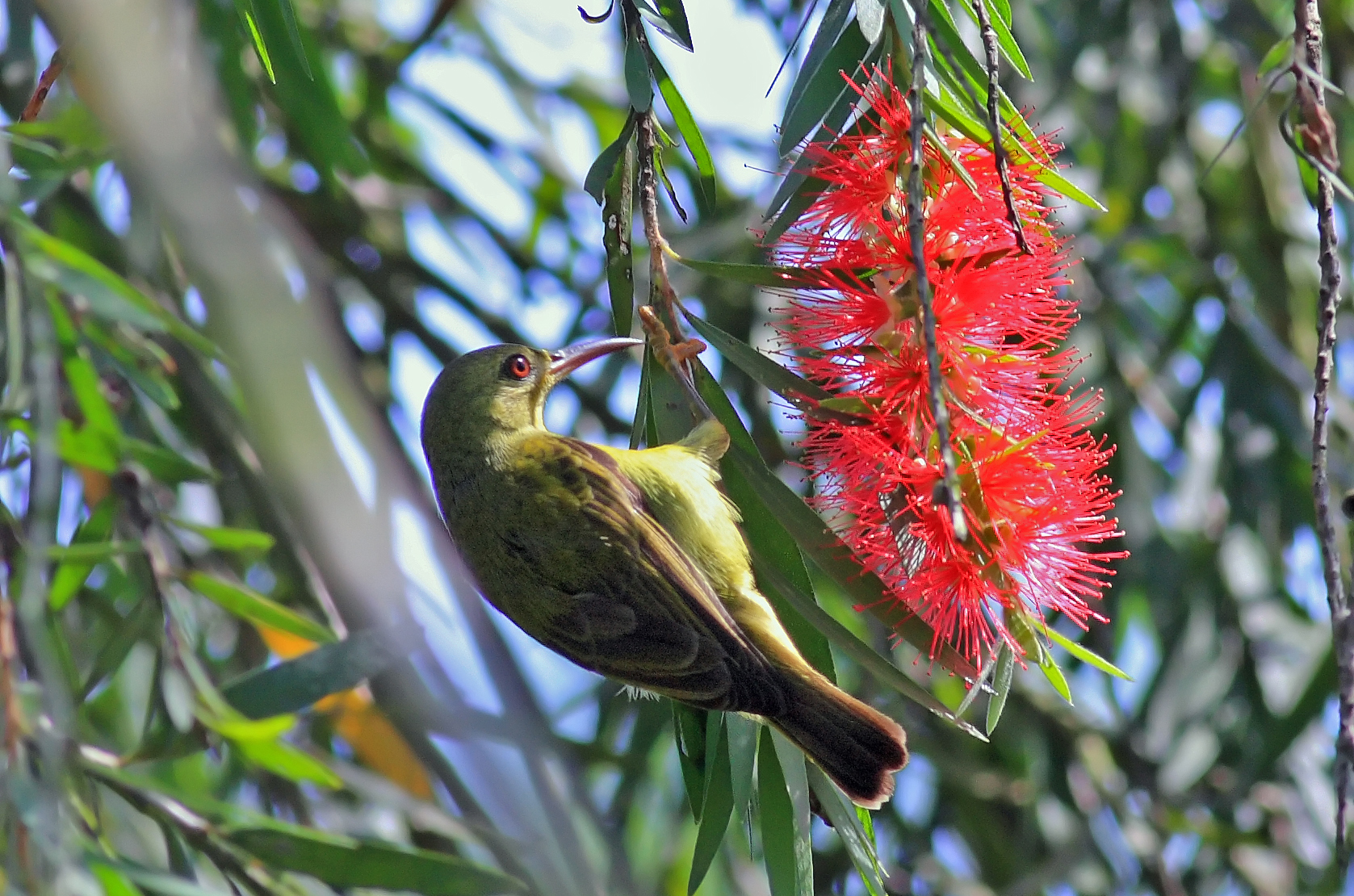
Con mái
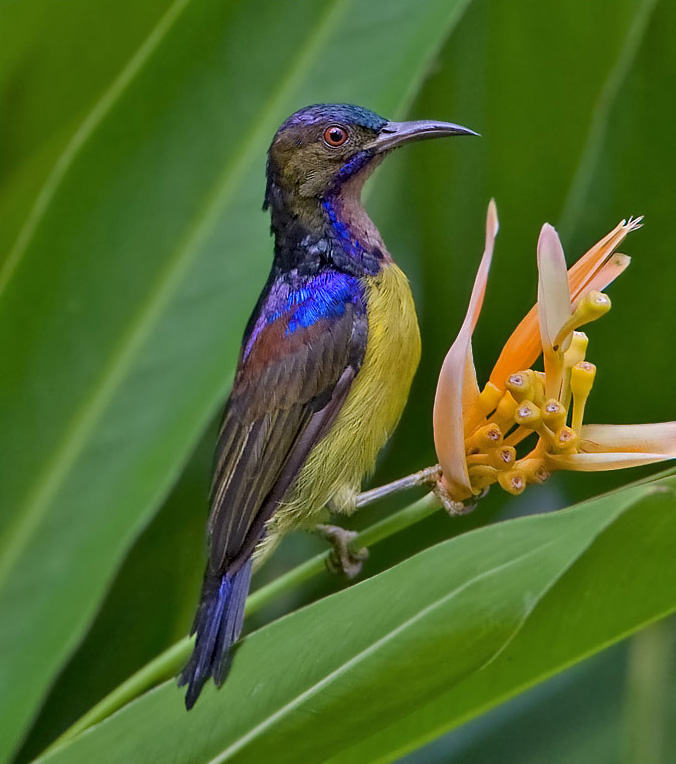
Con trống